# Moldaeroservice
Moldaeroservice (rumänisch Întreprinderea de Stat „Moldaeroservice“, abgekürzt Î.S. „Moldaeroservice“) ist die ehemals größte moldauische Fluggesellschaft und zugleich Flughafenbetreiber mit Sitz in Bălți am historischen Flughafen Bălți-Stadt in der 12 strada Aerodromului nahe dem Stadtviertel „Autogara“. Die Firma ist rechtlich als öffentliches Unternehmen organisiert.
Moldaeroservice wurde 1966 in Bălți gegründet und 1996 unter seinem heutigen Namen neu organisiert. Das Unternehmen entwickelte sich zum größten Anbieter von Luftfahrtdienstleistungen in Moldawien und mit 500 Mitarbeitern zu einem der größten Luftfahrtunternehmen des Landes. Moldaeroservice bietet Dienstleistungen als Fluggesellschaft und Flughafenbetreiber an und setzt dabei eigene Flugzeuge und Hubschrauber ein. Die Dienstleistungen umfassen auch Luftverkehrsdienste, den Betrieb von zwei Flughäfen in Bălți (Flughafen Bălți-Stadt und Internationaler Flughafen Bălți-Leadoveni) und eine Fluggesellschaft mit Unterabteilungen am Flughafen Chișinău. Früher existierten diese Dienste auch an den lokalen Flugplätzen in Bender und Soroca.
Moldaeroservice operiert heute von seinen Hauptbasen in Bălți-Stadt und Bălți-Leadoveni mit Basis im Flughafen Chișinău.
In den mehr als 45 Jahren seit seiner Gründung hat sich Moldaeroservice zu einem Anbieter von Luftfahrtdienstleistungen mit Mi-2-Hubschraubern und An-2-Flugzeugen nicht nur in Moldau, sondern auch im Ausland (Ägypten, Algerien, Irak, Rumänien, Bulgarien, Türkei, Singapur und Südkorea) entwickelt.
Der derzeitige Gründungseigentümer von Moldaeroservice ist die Agentur für öffentliches Eigentum (rumänisch Agenția Proprietății Publice), die ihre Managementrechte über den Vorstand und den Verwalter ausübt.

## Geschichte
1958 wurde die Zivilluftfahrtstaffel Bălți (russisch Бельцкая АЭ – Авиационная Эскадрилья) zusätzlich zur Spezialluftfahrtgruppe der moldauischen zivilen Luftflotte (russisch Молдавская ОАГ ГВФ – Особая Авиационная Группа Гражданского Воздушного Флота) gegründet.
Am 27. Juli 1964 wurde die Zivilluftfahrtstaffel Bălți der Spezialluftfahrtgruppe der moldauischen zivilen Luftfahrt (russisch Молдавская ОАГ ГА – Особая Авиационная Группа Гражданской Авиации) unterstellt.
Zwischen Juli 1965 und 1966 war die vereinigte Zivilluftfahrtstaffel Bălți (russisch Бельцкая ОАЭ – Объединённая Авиационная Эскадрилья) der kombinierten Luftfahrteinheit Chișinău (russisch Кишинёвский ОАО – Объединённый Авиационный Отряд) unterstellt.
Von 1966 bis September 1969 war die Fliegergruppe Nr. 281 Bălți (russisch 281-й ЛО (Бельцы) - Лётный Отряд) der Verwaltung für Zivilluftfahrt der Moldauischen Sozialistischen Sowjetrepublik unterstellt.
Zwischen September 1969 und Februar 1978 war die kombinierte Luftfahrteinheit Bălți (russisch Бельцкий ОАО – Объединённый Авиационный Отряд) der Verwaltung für Zivilluftfahrt der Moldauischen Sozialistischen Sowjetrepublik unterstellt.
Von Februar 1978 bis 1. Januar 1983 war die kombinierte Luftfahrteinheit Bălți der Republikanischen Produktionsvereinigung der moldauischen Zivilluftfahrt (russisch Молдавское РПО ГА) unterstellt.
Seit dem 1. Januar 1983 ist die kombinierte Luftfahrteinheit Bălți der Verwaltung für Zivilluftfahrt der Moldauischen Sozialistischen Sowjetrepublik unterstellt.
Das staatliche Unternehmen Moldaeroservice wurde 1966 als Fliegergruppe Nr. 281 der kombinierten Luftfahrteinheit Bălți auf Anordnung des Ministers für Zivilluftfahrt der UdSSR gegründet und stützte sich auf die Zivilluftfahrtstaffel  Bălți der Jakowlew Jak-12 und Antonow An-2. Zusammen mit den Dienstleistungen des zivilen Fliegerregiments des Flughafens Bălți-Stadt die Fliegergruppe Nr. 281 Bălți bildete es die kombinierte Luftfahrteinheit Bălți.
Zum Kommandeur der Fliegergruppe Nr. 281 Bălți wurde Nicolae Zavadschii ernannt, zum Leiter des Flughafens Petru Ovcinicov, zum Leiter des Flughafen-Instandhaltungsstützpunktes Victor Șerstiuc und zum Leiter der kombinierten Luftfahrteinheit Bălți Vitalie Bezdenejnîh. Zu den Kommandeuren der kombinierten Luftfahrteinheit Bălți gehörten unter anderem: Alexei Liciman, Yevgeny Ilyakov, Anatolii Bajucov, Alexei Alexeev, Vasilii Burma, Ivan Tomac, Vladimir Rishkov und Valery Cenin. Zu den Leitern des Technischen Stützpunktes des Flughafens gehörten Grigore Rotari, Boris Cabac und Victor Gherta. Der Lufttüchtigkeitsdienst wurde von Dmitry Covalciuc geleitet, der Passagierdienst von Maria Ribacova, Alexandr Ojegov und Leonid Soloviov. Der Flughafen- und Bodendienst wurde von Petru Lobanov, Rașid Biriucov, Dmitrie Gubarev und Vasile Barabaș geleitet.
Im Laufe seiner Entwicklung durchlief das Unternehmen viele Phasen der Umstrukturierung und Weiterentwicklung. Im Jahr 1989 wurde die betonierte Start- und Landebahn auf dem neu errichteten Flughafen Bălți-Leadoveni (der ebenfalls von Moldaeroservice verwaltet wird) in Betrieb genommen, wodurch die Passagiere der nördlichen Region der Republik Moldau bis 1993 die Möglichkeit erhielten, mit Flugzeugen Antonow An-24, Tupolew Tu-134, Let L-410 Turbolet in 14 Städte der ehemaligen UdSSR zu fliegen.
Mit dem Zerfall der Sowjetunion wurde die Luftraumkontrolle und -überwachung zu einem eigenständigen Dienst, der an die Bălțier-Niederlassung des Staatsunternehmens „MOLDATSA“ übertragen wurde.
Die kombinierte Luftfahrteinheit Bălți, aus der das Bălți-Luftfahrtunternehmen hervorging, wurde 1994 umstrukturiert und in „Moldaeroservice“ umbenannt. Auf diese Weise wurde das Unternehmen als „Moldaeroservice“ zu einem autarken Unternehmen mit eigener Bilanz mit Verwaltung folgender Flughäfen: internationaler Flughafens Balti-Leadoveni (145 ha), Flughafen Bălți-Stadt (136 ha), einschließlich Fachpersonal, die für den Technologie- und Produktionsprozess erforderlichen Gebäude und Räumlichkeiten sowie die Flugzeuge Antonov An-2 und Mil Mi-2. Gemäß der von der Zivilluftfahrtbehörde der Republik Moldau erteilten Genehmigung № Md 001 führt das Unternehmen folgende Tätigkeiten aus: Ambulanzflüge, Beobachtungsflüge, Flüge für Such- und Rettungseinsätze, Werbe- und Freizeitflüge, Flüge zugunsten des land- und forstwirtschaftlichen Sektors.
Gemäß der Bescheinigung MD.145.0025 ist Moldaeroservice als Instandhaltungsbetrieb für Antonow An-2 (ASH-62IR); Mil Mi-2 (GTD-350); C3; C5; C6; C7; C8; C9; C12; C13; C14; C18 zugelassen.

## Unternehmerische Aspekte
Im Gegensatz zu den meisten Fluggesellschaften sind die Aktivitäten von Moldaeroservice in zwei Hauptbereiche unterteilt: die Fluggesellschaft selbst und gleichzeitig den Flughafenbetrieb.

### Hauptsitz
Das Unternehmen wurde durch den Erlass Nr. 125 vom 14. Dezember 1995 der staatlichen Zivilluftfahrtbehörde der Republik Moldau gegründet. Der Sitz des Unternehmens befindet sich in der Republik Moldau, Munizipalität Bălți, 12 Strada Aerodromului, MD-3100, Zweigstelle des Unternehmens: Munizipalität Chișinău, 80/7 Dacia Br., MD-2026.
Innerhalb eines Monats nach der Aussetzung des Flughafenbetreiberzertifikats im September 2015 für den Flughafen Bălți-Leadoveni auf Antrag von Mircea Maleca, dem Leiter der Zivilluftfahrtbehörde der Republik Moldau, und obwohl die Behörde im Jahr 2013 selbst die Flughafendienste geprüft und zertifiziert hat, wurde der historische Hauptsitz von der 12 Strada Aerodromului, Bălți, MD-3100 (Flughafen Bălți-Stadt) in Br. Dacia 80/7, Chișinău, MD-2026 geändert, mit Telefonnummer aber in Bălți geblieben.  Laut dem Bericht über einen Aktionsplan vom 1. März 2013, der im Rahmen der Inspektion der moldauischen Zivilluftfahrtbehörde erstellt wurde, wurden am Flughafen Bălți-Stadt folgende Dienstleistungen überprüft: Passagier- und Gepäckservice, allgemeine Dienstleistungen, Ticketschalter und Flughafenterminal, Passagiertransport, Gepäckservice.

### Zweigstellen und Repräsentanzen

#### Chisinau
1958 wurde die Zivilluftfahrtstaffel Bălți zusätzlich zur Spezialluftfahrtgruppe der moldauischen zivilen Luftflotte gegründet.

Im September 1969 wurde die Kombinierte Fliegereinheit Bălți gegründet. Alle Hubschrauber und Flugzeuge der Typen Antonow An-2 und Jakowlew Jak-12 der zivilen Fliegereinheit Nr. 253 der Kombinierten Fliegereinheit Chișinău (damit wurden alle oben genannten Flugzeuge und Hubschrauber der Zivilluftfahrtbehörde der Sozialistischen Sowjetrepublik Moldawien an die Zivilluftfahrteinheit Bălți Nr. 281 der Kombinierten Fliegereinheit Bălți übertragen). Eine zivile Staffel der Zivilluftfahrteinheit Nr. 281, bestehend aus 4–5 Antonow An-2, war auf dem Flughafen Chișinău für medizinische Einsätze und lokale Flüge stationiert.
Im Anschluss an den Vorschlag der staatlichen Verkehrsagentur, das staatliche Unternehmen Moldaeroservice durch die Fusion (Übernahme) des staatlichen Unternehmens Agroavia zu reorganisieren, verabschiedete die Regierung der Republik Moldau den Beschluss Nr. 260 vom 3. April 2009 über die Reorganisation bestimmter staatlicher Unternehmen und forderte die Verkehrsagentur auf, die Reorganisation des staatlichen Unternehmens Moldaeroservice durch die Übernahme des staatlichen Unternehmens Agroavia sicherzustellen.
Die Zweigniederlassung in Chișinău gibt es seit 1969. Die Niederlassung von Moldaeroservice am Flughafen Chișinău, des Hauptunternehmens in Bălţi Moldaeroservice, wo zwar die „Aviasan“-Branche (Luftrettungsdienste) tätig war, verfügt über ein 8 ha großes Gelände und Immobilien am Flughafen Chișinău (Hangar, zwei Docks, Flugzeugparkplatz usw.), die von Moldaeroservice nach der Übernahme durch die staatliche Agroavia übernommen wurden.

#### Bender
Im September 1969 wurde die Kombinierte Fliegereinheit Bălți gegründet. Alle Hubschrauber und Flugzeuge der Typen Antonow An-2 und Jakowlew Jak-12 der zivilen Fliegereinheit Nr. 253 der Kombinierten Fliegereinheit Chișinău (damit wurden alle oben genannten Flugzeuge und Hubschrauber der Zivilluftfahrtbehörde der Sozialistischen Sowjetrepublik Moldawien an die Zivilluftfahrteinheit Bălți Nr. 281 der Kombinierten Fliegereinheit Bălți übertragen). Eine zivile Staffel der Zivilluftfahrteinheit Nr. 281, bestehend aus 2–3 Antonow An-2 Flugzeugen und 1–2 Mil Mi-1 Hubschraubern, war auf dem Flugplatz Bender stationiert.

#### Soroca
Moldaeroservice war auch der Betreiber des Flugplatzes in Soroca.